# Simca Aronde P60
 (septembre 2024).
La Simca Aronde P60 est une automobile fabriquée à partir de 1959 par le constructeur automobile français Simca. Elle a été dénommée P60 pour les modèles 1959 et 1960 puis fut renommée Aronde Rush pour les modèles 1961 à 1963.

## Historique

### Dénomination
Elle est désignée sous le nom de "P60" : P pour personnalisation (important choix de combinaisons de carrosseries bicolores) et 60 pour la décennie à venir (sous-entendu « en avance sur son temps »).

### Un premier projet refusé

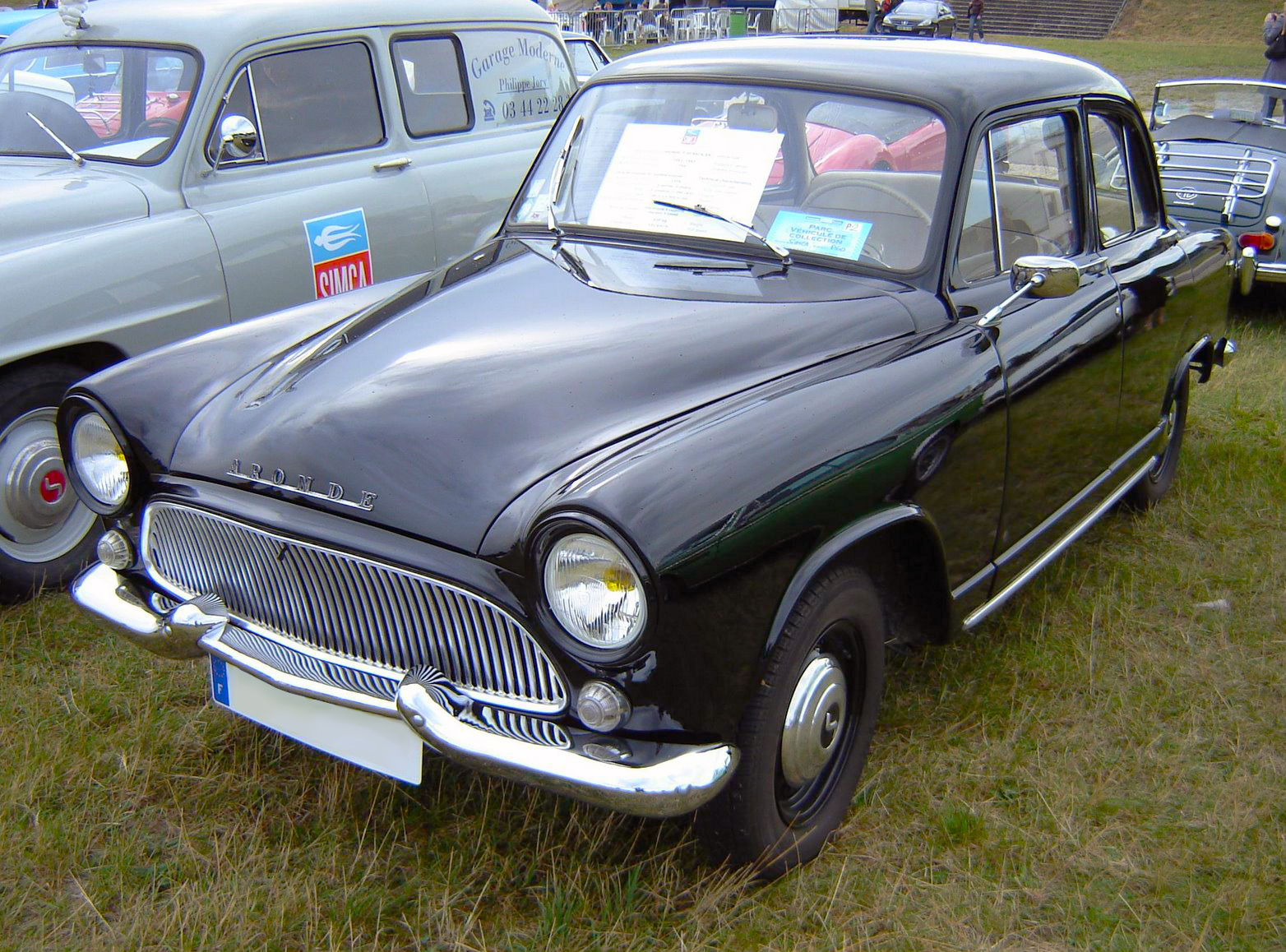
Simca Aronde P60 Bacalan : projet sans lendemain (1958)

Une présérie de 750 exemplaires de P60 fut refusée par H.P. Pigozzi, tous de couleur noire, avec des différences avec la version finale, non au niveau de la ligne générale, mais au niveau du traitement des formes, de la calandre, des pare-chocs avant (en deux parties), des ailes et des feux arrière. Ceux-ci furent en grande partie stockés dans un entrepôt à Bordeaux, dans le quartier de Bacalan, puis échangés dans le cadre d'accords compensés en majorité dans les pays communistes de l'Est, 500 en Hongrie et en Tchécoslovaquie et 100 en Allemagne de l'Est où certaines furent utilisés comme taxis collectifs. Les 150 exemplaires restants furent proposés (à très bon compte) aux salariés du constructeur, à la fin de l'année 1959, avec interdiction formelle de les revendre et en s'engageant à les rapporter à Poissy pour y être détruits. De rares exemplaires subsistent encore aujourd'hui ; ils sont très recherchés des collectionneurs et sont désignés sous le nom d'Aronde Bacalan.

### Lancement en 1959
Dévoilée en avant première au Grand Palais lors du Salon de l'automobile de Paris à l'automne 1958, elle est présentée officiellement et commercialisée en janvier 1959. Présentée comme un nouveau modèle, la P60 n'est en fait qu'une évolution du modèle Aronde 1300, l'ultime de l'Aronde, lancé deux ans plus tôt mais dont les ventes s'essoufflent déjà de manière dangereuse. Faute de temps et surtout de moyens financiers pour concevoir une voiture entièrement nouvelle et moderne, la direction de Simca décide de simplement rajeunir la version précédente de l'Aronde en conservant toute la base mécanique. Aidée par une audace de style et surtout un marketing très agressif, la P60 fera illusion. Elle a connu un grand succès, mais assez éphémère.
La P60 produite en grande série avait des lignes plus tendues et plus modernes. Elle connut deux motorisations : le moteur « Flash », puis le moteur « Rush » à cinq paliers pour 1961 et fut alors dénommée Aronde Rush et pour que cela fut bien clair, Simca lui enleva tous les sigles P60 devenus obsolètes, l'année 1960 étant passée.

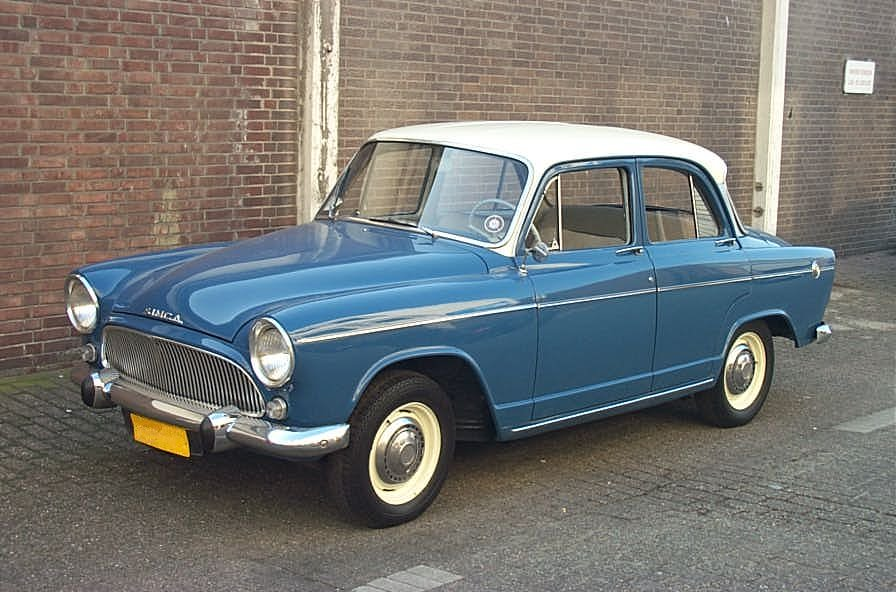
Simca Aronde Rush Élysée.
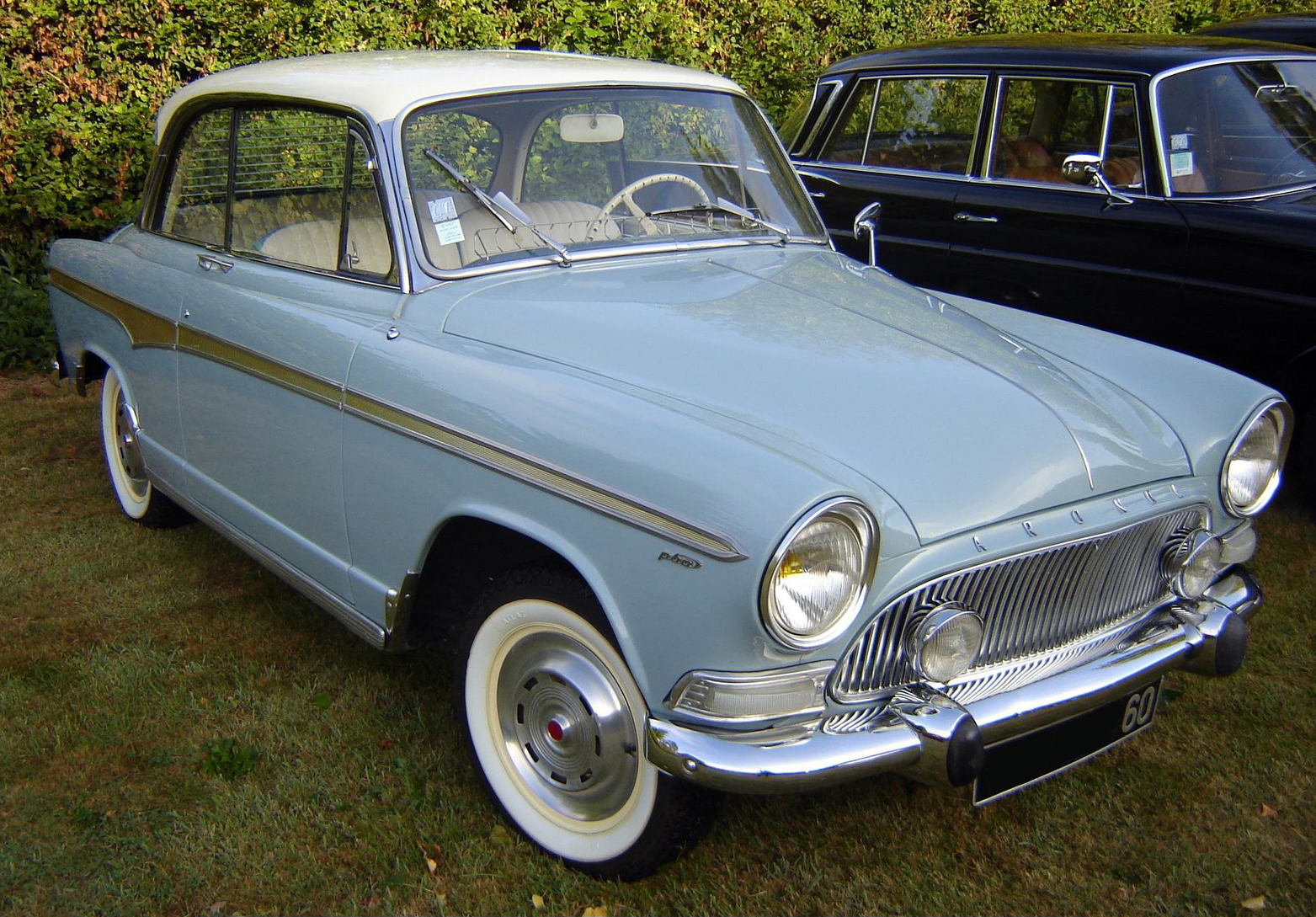
Simca Aronde P60 Monaco.

Au total, 1 400 000 Aronde ont été construites, dont 455.000 - P60. C'est principalement grâce à ce modèle que Simca a été un temps le second constructeur automobile français à la fin des années 1950. Simca avait le don de communiquer et s'y employa avec bonheur sur son modèle phare, durant toute sa carrière. Ainsi, l'Aronde bénéficia d'intenses et très efficaces campagnes de presse, recevant même « l'Oscar de la publicité » pour le lancement de la gamme P60.
Deux modèles à tendance sportive carrossés par Facel apparaissent : un coupé « Plein-Ciel » et un cabriolet « Océane ».

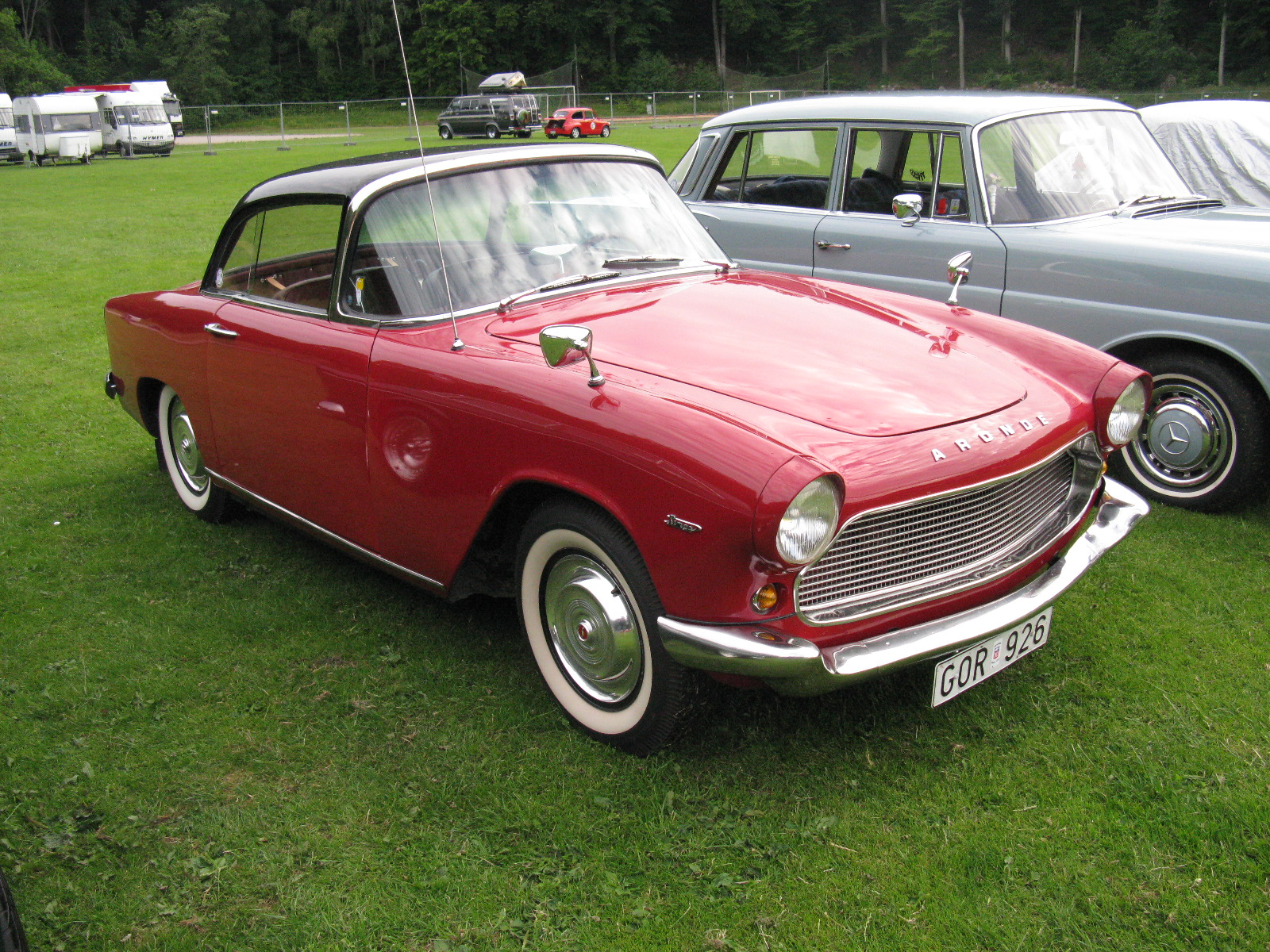
Coupé Plein-Ciel
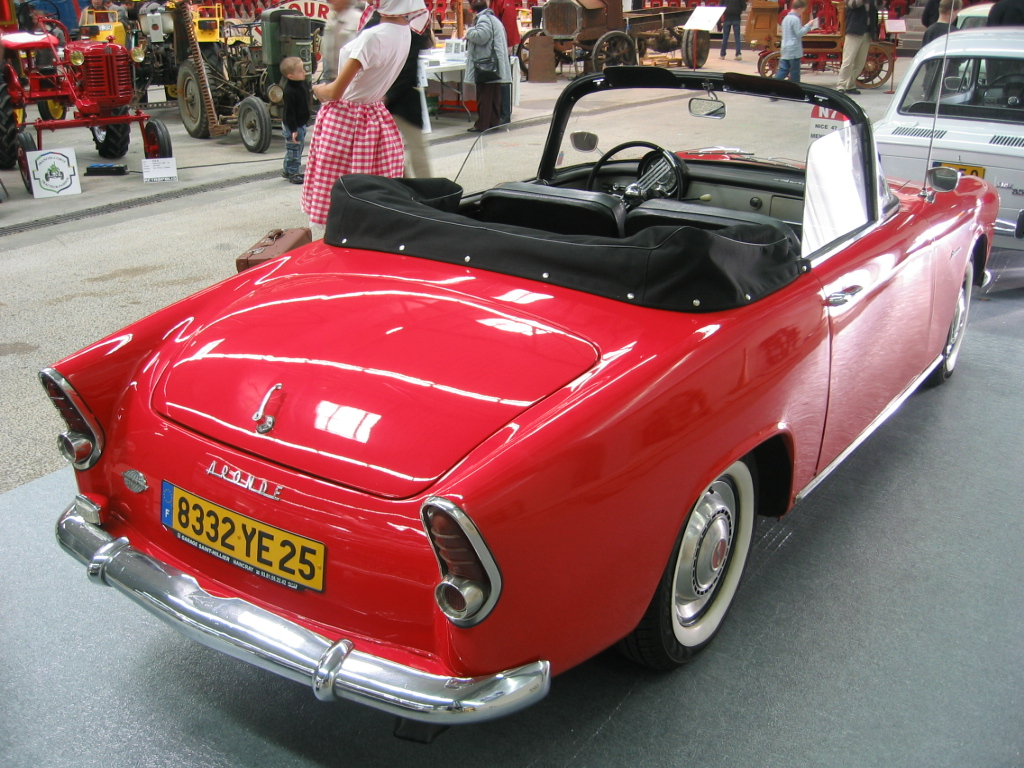
Cabriolet Océane

Le 22 mai 1963, elle est remplacée par la Simca 1300.

## Modèles
Les différents modèles sont :
Berline 4 portes
- De Luxe, Étoile 6 (6 CV) P60, Étoile 7 (7 CV) P60 (versions économiques)
- Étoile Super 6, Élysée (intermédiaires)
- Montlhéry (« sport »), Montlhéry Spéciale P60 (« sport » 70 ch SAE)

Break 3 portes
- Châtelaine
- Ranch P60

Coach 2 portes (sans pied milieu)
- Grand Large
- Monaco P60 (« sport »)
- Monaco Spéciale P60 (« sport » 70 ch)

Coupé carrossé par Facel
- 9 Sport/De Ville
- Plein-Ciel/Plein-Ciel Grand-Carrossier (avec pare-brise panoramique[N 1])
- Plein-Ciel S (« simplifié », avec pare-brise panoramique)

Cabriolet carrossé par Facel
- Week-end
- Océane/Océane Grand-Carrossier (avec pare-brise panoramique)
- Océane S (« simplifié », avec pare-brise panoramique)

Fourgonnette
- Messagère

Camionnette bâchée
- Intendante

### Export
Elle fut vendue aux États-Unis de 1958 à 1962.

## Compétition et victoires
- Rallye du Maroc 1952 (Robert Amic);
- Rallye des Lions (victoires de catégorie) 1952 (J. Maurel et Mme) et 1953 (H. Thiellet et J. Vidilles);
- Rallye du Maroc 1954 (Robert La Caze);
- Rallye du Mont-Blanc 1954 (Millet et Berra);
- Rallye d'Automne 1956 (Michel Monnereau);
- Rallye Lyon-Charbonnières 1957 (Robert Gentilini);
- Rallye de Pologne 1959 (Krzysztof Komornicki, en Groupe V).

## Records du monde
(Catégorie A1, Groupe 1, avec une voiture de classe 6 pilotée par Gauthier, Quinlin, Duhand, ainsi que R. et M. Turcey sur la piste de l’Autodrome de Linas-Montlhéry)
- 25 000 kilomètres: à 117.609 km/h de moyenne, le 16 août 1952;
- 50 000 kilomètres: à 117.276 km/h de moyenne, le 18 août 1952.

## Dans la bande dessinée
Dans la période pré-Turbotraction des aventures de Spirou et Fantasio, ceux-ci roulent en Aronde, que l'on voit en particulier dans Les Voleurs du marsupilami créditée d'une vitesse flatteuse... et verbalisée.
Dans S.O.S Météores d'Edgar P. Jacobs paru en 1959, le chauffeur de taxi Ernest Brisson, qui accueille le professeur Mortimer à la gare de Versailles Rive-Gauche, conduit une Aronde 1300.

## Films sur l'Aronde et la P60
- L'Hirondelle du faubourg
- Il est 5 heures...
- La Châtelaine
- Le Rouge est mis